# Cristina Bicchieri
Cristina Bicchieri (Milán, 1950) es una filósofa italo-americana. Es la titular de la Cátedra S. J. P. Harvie de Pensamiento Social y Ética Comparativa de los Departamentos de Filosofía y Psicología de la Universidad de Pensilìvania, profesora de Estudios Jurídicos en la Escuela de Wharton y directora del programa de Filosofía, Política y Economía. Ha trabajado en los problemas de la filosofía de las ciencias sociales, de la elección racional y la teoría de juegos. Más recientemente, su trabajo se ha centrado en la naturaleza y la evolución de las normas sociales, y el diseño de experimentos conductuales para probar las condiciones en las que las normas deben ser seguidas. Es una líder en el campo del comportamiento ético, y es la directora del Laboratorio de Conducta Ética (BeLab) en la Universidad de Pensilvania.

## Biografía
Bicchieri nació en Milán, Italia. Recibió su Laurea en Filosofía, summa cum laude, de la Universidad de Milán en 1974, y su Doctorado en Filosofía de la Ciencia en la Universidad de Cambridge en el año 1984. Antes de trasladarse a la Universidad de Pensilvania enseñó en el programa de Filosofía y Economía en el Barnard College, de la Universidad de Columbia, en el departamento de Filosofía en la Universidad de Notre Dame y en los departamentos de Filosofía y de Ciencias Sociales y Toma de Decisiones en la Universidad Carnegie Mellon.
También es miembro del consejo asesor de la Escuela de Gobierno de la Universidad LUISS de Roma, donde ocasionalmente enseña.
Bicchieri se desempeñó como consultora de UNICEF desde 2008, y ha asesorado a varias ONG y otras organizaciones internacionales sobre normas sociales y cómo tratarlas cuando combaten prácticas sociales negativas. Su trabajo sobre las normas sociales ha sido adoptado por UNICEF en sus campañas para eliminar las prácticas que violan los derechos humanos.
Fue nombrada Caballero de la Orden al Mérito de la República Italiana en 2007.

## Trabajo filosófico
Bicchieri es especialmente conocida por su trabajo sobre los fundamentos epistemológicos de la teoría de juegos y las normas sociales. Su reciente trabajo experimental es una contribución importante a la ética del comportamiento, ya que muestra cómo los diferentes tipos de expectativas influyen en el comportamiento prosocial. El Laboratorio de Ética del Comportamiento que dirige se especializa en el estudio de las normas sociales, la heurística moral, los prejuicios, la división de recursos, el engaño, la corrupción, las medidas de autonomía y su relación con el cambio social

### Normas sociales
Bicchieri ha desarrollado una nueva teoría de las normas sociales que desafía varias de las suposiciones metodológicas fundamentales de las ciencias sociales. Ella argumenta que el estrés que los científicos sociales asignan a la deliberación racional oscurece el hecho de que muchas elecciones exitosas ocurren a pesar de que los individuos toman sus decisiones sin mucha deliberación. Explora en profundidad los componentes más automáticos de la coordinación y propone una explicación heurística de la coordinación que complementa la metodología deliberativa más tradicional. De acuerdo con su explicación heurística, los individuos se conforman con una norma social como una respuesta automática a señales en su situación que enfocan su atención en esta norma particular. Una norma social se analiza como una regla para elegir en un juego de motivos mixtos, como el dilema del prisionero, que los miembros de una población prefieren seguir con la condición de que esperan que haya suficientes personas en la población que sigan la regla. Bicchieri aplica esta descripción de las normas sociales y la selección heurística de las normas a una serie de problemas importantes en las ciencias sociales, incluida la negociación, el dilema del prisionero y las normas subóptimas basadas en la ignorancia pluralista.
Su investigación más reciente es experimental, y muestra cómo las expectativas normativas y empíricas respaldan el cumplimiento de normas y cómo manipular tales expectativas puede cambiar radicalmente el comportamiento. Sus resultados experimentales muestran que la mayoría de los sujetos tienen una preferencia condicional por seguir normas prosociales. Manipular sus expectativas provoca grandes cambios de comportamiento (es decir, de elecciones justas a injustas, de cooperación a la deserción). Afirma que no existen actitudes como disposiciones estables o preferencias incondicionales (para ser justo, corresponder, cooperar, etc.). De manera similar, concluye que los diseñadores de políticas que desean inducir un comportamiento prosocial deben trabajar para cambiar las expectativas de las personas sobre cómo se comportan los demás y cómo otros piensan que uno debe comportarse en situaciones similares (es decir, las expectativas empíricas y normativas de las personas). Estos resultados tienen importantes consecuencias para nuestra comprensión del comportamiento moral y la construcción de mejores teorías normativas, basadas en lo que las personas pueden de hecho hacer.

### Fundamentos epistemológicos de la teoría de juegos
Bicchieri fue pionera en el trabajo sobre los hechos contrafácticos, la revisión de las creencias en la teoría de juegos, y las consecuencias de relajar la suposición de conocimiento común. Sus contribuciones incluyen modelos axiomáticos de la teoría del juego de los jugadores y la prueba de que, en una gran parte de clases de juegos, la teoría del juego de un jugador es consistente solo si el conocimiento del jugador es limitado. Una consecuencia importante de asumir un conocimiento limitado es que permite soluciones más intuitivas a los juegos familiares, como el dilema del prisionero repetido de forma definitiva o la paradoja de la cadena de tiendas. 
Bicchieri también ha ideado procedimientos mecánicos (algoritmos) que permiten a los jugadores calcular soluciones para juegos de información perfecta e imperfecta. La elaboración de tales procedimientos es particularmente importante para las aplicaciones de la inteligencia artificial, ya que los agentes de software que interactúan deben programarse para jugar una variedad de 'juegos'.

## Libros
- Normas en la naturaleza: Cómo Diagnosticar, Medir y Cambiar las Normas Sociales (Oxford University Press, 2016)) ISBN 9780190622053
- La Gramática de la Sociedad: la Naturaleza y La Dinámica de las Normas Sociales (Cambridge University Press, 2006)) ISBN 0-521-57490-0
- La Lógica de la Estrategia (con Brian Skyrms y Richard Jeffrey) (Oxford University Press, 1999) ISBN 978-0-19-511715-8
- La Dinámica de las Normas (con Brian Skyrms y Richard Jeffrey) (Cambridge University Press, 1997) ISBN 0-521-56062-4
- La Racionalidad y la Coordinación (Cambridge University Press, 1993, Segunda edición, 1997) ISBN 0-521-57444-7
- El Conocimiento, las Creencias y la Interacción Estratégica (con María Luisa dalla Chiara) (Cambridge University Press, 1992) ISBN 0-521-41674-4
- Ragioni per Credere, Ragioni per Fare: Convenzioni e Vincoli nel Metodo Scientifico (Feltrinelli, 1988) EAN 9788807101007